# 바로타 (웹사이트)
바로타(BAROTA)는 2000년부터 2006년까지 철도회원 전용으로 운영되었던 인터넷 철도 승차권 예매서비스이다. 당시 주소는 "barota.com".
바로타 사이트가 생기기 전까지 철도청 웹사이트(korail.go.kr)가 없었던 것은 아니지만, 닷컴버블 초기여서 충분한 전산기를 확보하지 못한 철도청은 철도회원(現 코레일 멤버십)의 원활한 예매를 위해 별도의 웹사이트를 운영했는데, 그것이 바로타 사이트다.
철도회원의 예매를 위해 만든 사이트였으므로 철도회원에 가입하여 회원번호를 받아야 회원으로 로그인할 수 있다. 이것은 현재 코레일 멤버십에서도 동일하다. 개설 초기에는 지금과 달리 좌석예약만 잡고 결제는 현장에서 하는 구조였는데, 시간이 촉박할 경우 낭패를 보는 경우가 많아 2001년부터 전자결제 기능도 포함해 예약부터 발매까지 완전한 프로세스를 구축했다. 전자결제가 구축되면서 일선 현장에도 자동발매기의 초기 형태인 "바로티켓발급기"가 설치, 인터넷예매회원은 창구에서 기다리지 않고 발급기에서 바로 승차권을 수령할 수 있었다. 홈티켓의 도입도 이 시기에 이뤄졌다.
인터넷의 성숙으로 한국철도공사 사이트(korail.com) 운영이 안정화되어 굳이 바로타를 유지할 이유가 사라지자, 2006년 바로타를 큐비닷컴(qubi.com)으로 개편하여 종합여행플랫폼으로의 전환을 꾀했다. 큐비닷컴은 2010년대 중반 자취를 감추었다.